# Litultovice
Litultovice är en köping i Tjeckien. Den ligger i den östra delen av landet, 240 km öster om huvudstaden Prag. Litultovice ligger 316 meter över havet och antalet invånare är 761.
Terrängen runt Litultovice är platt norrut, men söderut är den kuperad. Runt Litultovice är det ganska tätbefolkat, med 111 invånare per kvadratkilometer. Närmaste större samhälle är Opava, 11,5 km öster om Litultovice. Trakten runt Litultovice består till största delen av jordbruksmark.